# Vlag van Zwaagwesteinde

Vlag van Zwaagwesteinde

De vlag van Zwaagwesteinde is de dorpsvlag van het Nederlandse dorp Zwaagwesteinde (ook: De Westereen), in de Friese gemeente Dantumadeel. De vlag werd in 1994 geregistreerd.

## Beschrijving
De beschrijving van de vlag is als volgt:
Twee horizontale banen rood en groen, met een gele broekingsdriehoek, rakend aan 1/2 van de vlaglengte, belegd met een zwart karrenwiel met een doorsnede van 7/15 vlaghoogte.
De kleuren zijn afkomstig van het dorpswapen.

## Symboliek
- Rode baan: staat voor de heide van het dorp.[2]
- Groene baan: verwijst naar het grasland bij het dorp.[2]
- Zwart wiel: duidt op het vervoer in het dorp.[2]

## Zie ook

Wapen van Zwaagwesteinde